# جون أوليفر (سياسي كندي)
جون أوليفر (بالإنجليزية: John Oliver)‏ هو فلاح وسياسي بريطاني وكندي، ولد في 31 يوليو 1856 في المملكة المتحدة، وتوفي في 17 أغسطس 1927 في فيكتوريا في كندا. حزبياً، نشط في BC United ‏. وقد انتخب Premier of British Columbia ‏ (6 مارس 1918 – 17 أغسطس 1927).